# International HKD Federation
De International HKD Federation (IHF) werd in 1974 opgericht door Myung Jae-nam onder de naam International Hapkido Federation. Aan het hoofd van deze organisatie kon Myung Jae-nam zich geheel inzetten voor de promotie van de door hem in het leven geroepen nieuwe Koreaanse vechtkunsten hankido en hankumdo.
Sinds 1981 wordt de IHF officieel door de Koreaanse regering erkend. Koreaanse politieagenten dienen een dan (graad) in hapkido gehaald te hebben, voordat ze aan hun opleiding kunnen beginnen. De IHF is een van de drie, door de Zuid-Koreaanse overheid erkende, organisaties waarvan het dan-certificaat toegang geeft tot deze opleiding.

## International HKD Games
In 1990 organiseerde de IHF voor het eerste de International HKD Games in Seoel. In 1993 vestigde de IHF zich in een nieuw hoofdkwartier in Baek Am, een klein dorpje in de buurt van de stad Yongin ten zuiden van Seoel. Het hoofdkwartier biedt iedereen de gelegenheid om te komen trainen en veel buitenlanders bezoeken deze plek.

## Jae Nam Mu Sul Won
Tot aan zijn dood, in 1999, stond Myung Jae-nam aan het hoofd van de IHF. Na de dood van zijn vader nam Myung Sung-kwang de leiding over. En werd zo de tweede doju van de IHF. In september 2000 kreeg Myung Sung-kwang toestemming van het Koreaanse ministerie van Cultuur en Toerisme voor het stichten van de Jae Nam Moo Sool Won Foundation. Deze stichting beheert de nalatenschap van Myung Jae-nam. Technisch leider van de IHF is Ko Ju-sik (9de dan).

## Verspreiding
De IHF is, naast het moederland Zuid-Korea, onder meer actief in de volgende landen: Australië, België, Brazilië, Chili, Duitsland, Griekenland, Frankrijk, Japan, Mexico, Nederland, Rusland, Spanje en de Verenigde Staten.

## In Nederland en België
Scholen buiten Zuid-Korea kunnen zich alleen registreren wanneer de hoofdleraar ten minste de 2de dangraad heeft behaald. Scholen kunnen ook aangesloten zijn via de nationale organisatie, examens moeten dan worden afgelegd onder auspiciën van de betreffende organisatie. In Nederland is de Nederlandse HKD Federatie (NHF) de oudste hapkido-organisatie. De NHF is sinds 1983 aangesloten bij de IHF. In het zuiden van het land zijn een aantal scholen die aansluiting hebben gezocht bij de Benelux HKD Federation onder leiding van Jan Meybosch, Benelux-hoofdinstructeur.